# Exhumación de Francisco Franco
La exhumación de Francisco Franco se efectuó el 24 de octubre de 2019 tras ser aprobada por el primer Gobierno de Pedro Sánchez el 15 de febrero del mismo año. Inicialmente prevista para antes del 1 de marzo de 2019, se retrasó debido a la suspensión cautelar adoptada por un juez de Madrid, y posteriormente también de por el Tribunal Supremo. Finalmente, el 24 de septiembre de 2019, el Tribunal Supremo avaló la exhumación, desestimando el recurso presentado por la familia, así como su inhumación en el cementerio de Mingorrubio.
El Gobierno determinó que los restos del dictador fueran trasladados desde el Valle de los Caídos al cementerio de Mingorrubio, en El Pardo, después de que se rechazara la ubicación de la catedral de la Almudena de Madrid propuesta por la familia de Franco.

## Contexto

### Antecedentes históricos

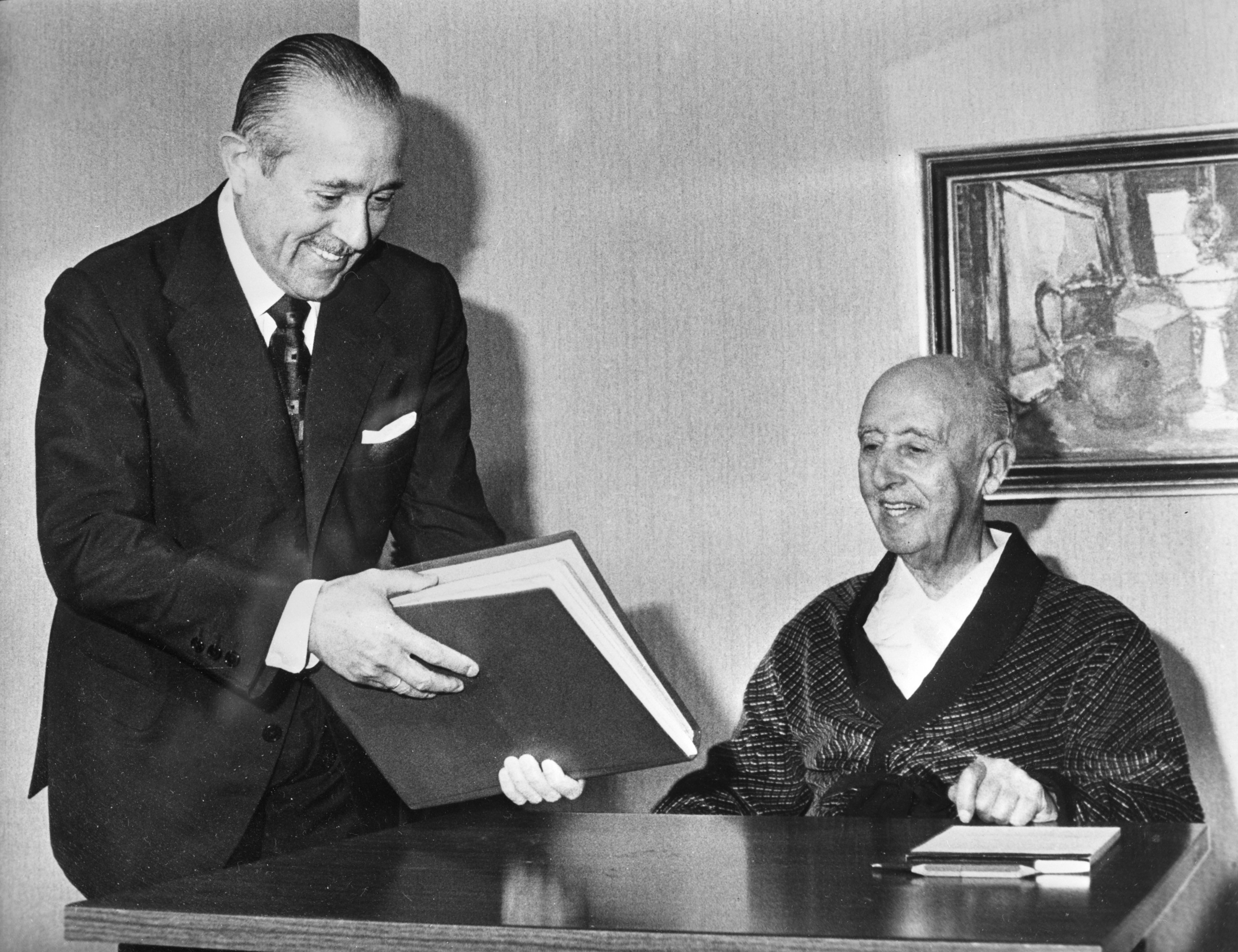
Francisco Franco, a la derecha, durante su último año de vida junto a Carlos Arias Navarro.

El general del Ejército Francisco Franco fue parte de los rebeldes que dieron un golpe de Estado el 18 de julio de 1936 durante la Segunda República Española que llevó a la guerra civil española que tuvo lugar hasta el 1 de abril de 1939. Francisco Franco gobernó durante la guerra civil partes de España y, con la victoria militar, posteriormente toda España de 1939 a 1975, en un período conocido como el «régimen franquista», del cual él fue el Jefe de ese Estado. El nuevo Gobierno surgido de la Guerra Civil fue considerado como un gobierno que recurría a tácticas de violencia, represión y censura contra sus opositores; con la muerte de Franco en 1975, se inició la llamada «Transición española». Adolfo Suárez, que fue ministro Secretario General del Movimiento del primer Gobierno de la Monarquía después de la muerte de Franco, fue nombrado Presidente en julio de 1976 y se inició la transformación del país en una democracia, poniendo fin al sistema legal de la época franquista.
El Valle de los Caídos, ubicado en la entonces provincia de Madrid, fue construido entre 1940 y 1958 como idea inicial de Franco para honrar la memoria de los caídos y la «unidad y hermandad entre españoles». El propio Franco nunca manifestó públicamente dónde quería ser enterrado, aunque hay motivos para pensar que no quería que su cuerpo acabara en el Valle o al menos que no consideró esa posibilidad. Desde la muerte de Franco y la restauración de la democracia el Gobierno, según su color político, solía tener opiniones variables e incluso contrapuestas sobre el conjunto monumental y su simbolismo, con varios organismos e informes de expertos instándoles a que el cuerpo de Franco fuese retirado, o en algunos pocos casos incluso defendiendo la demolición del monumento.

### Exhumación y reubicación

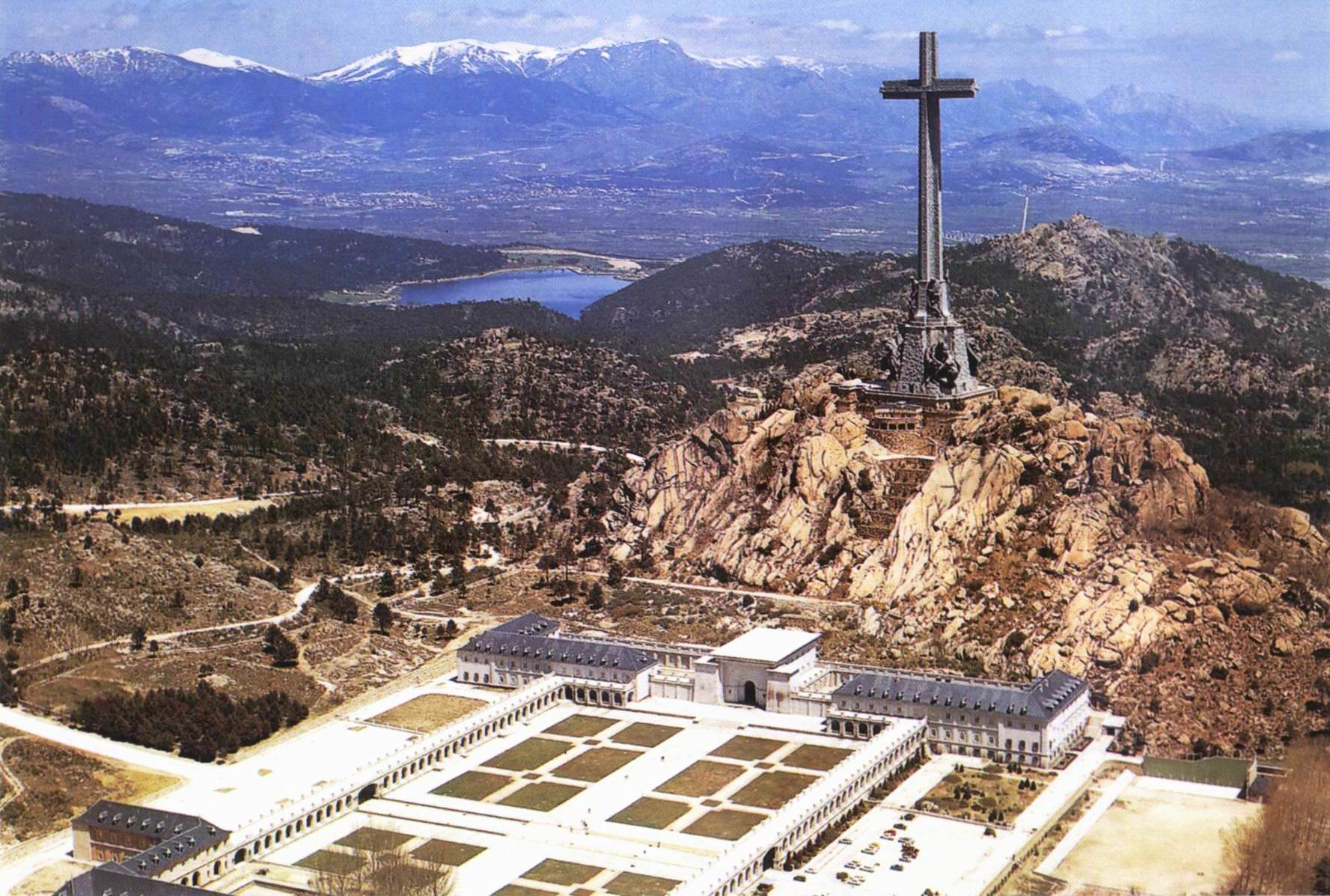
El Valle de los Caídos, en el término municipal de San Lorenzo de El Escorial.

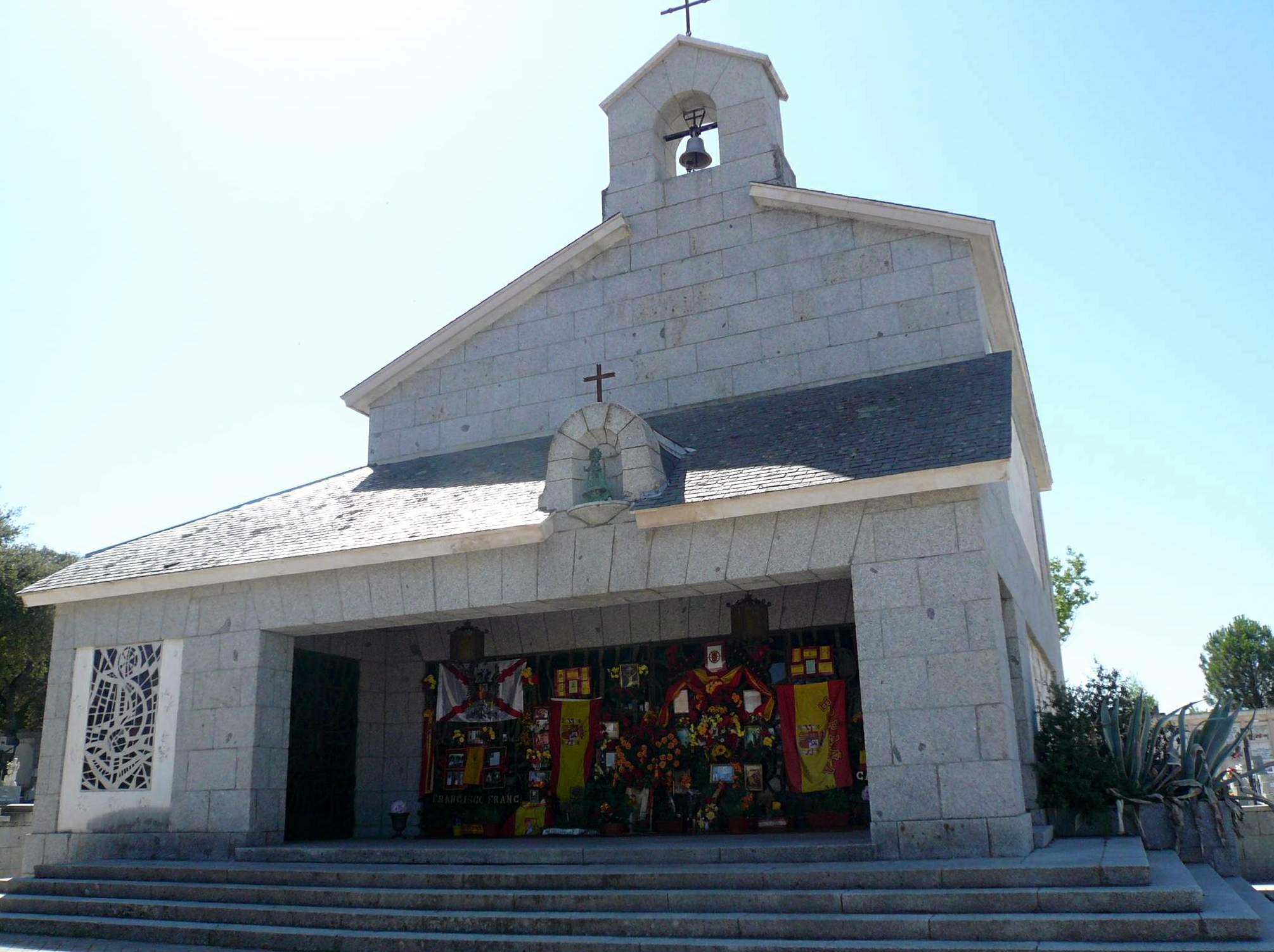
Panteón del Cementerio de Mingorrubio (El Pardo, Madrid). Desde 2019 acoge los restos de Francisco Franco tras su exhumación del Valle de los Caídos. En la cripta ya reposaban los restos de su esposa, Carmen Polo.

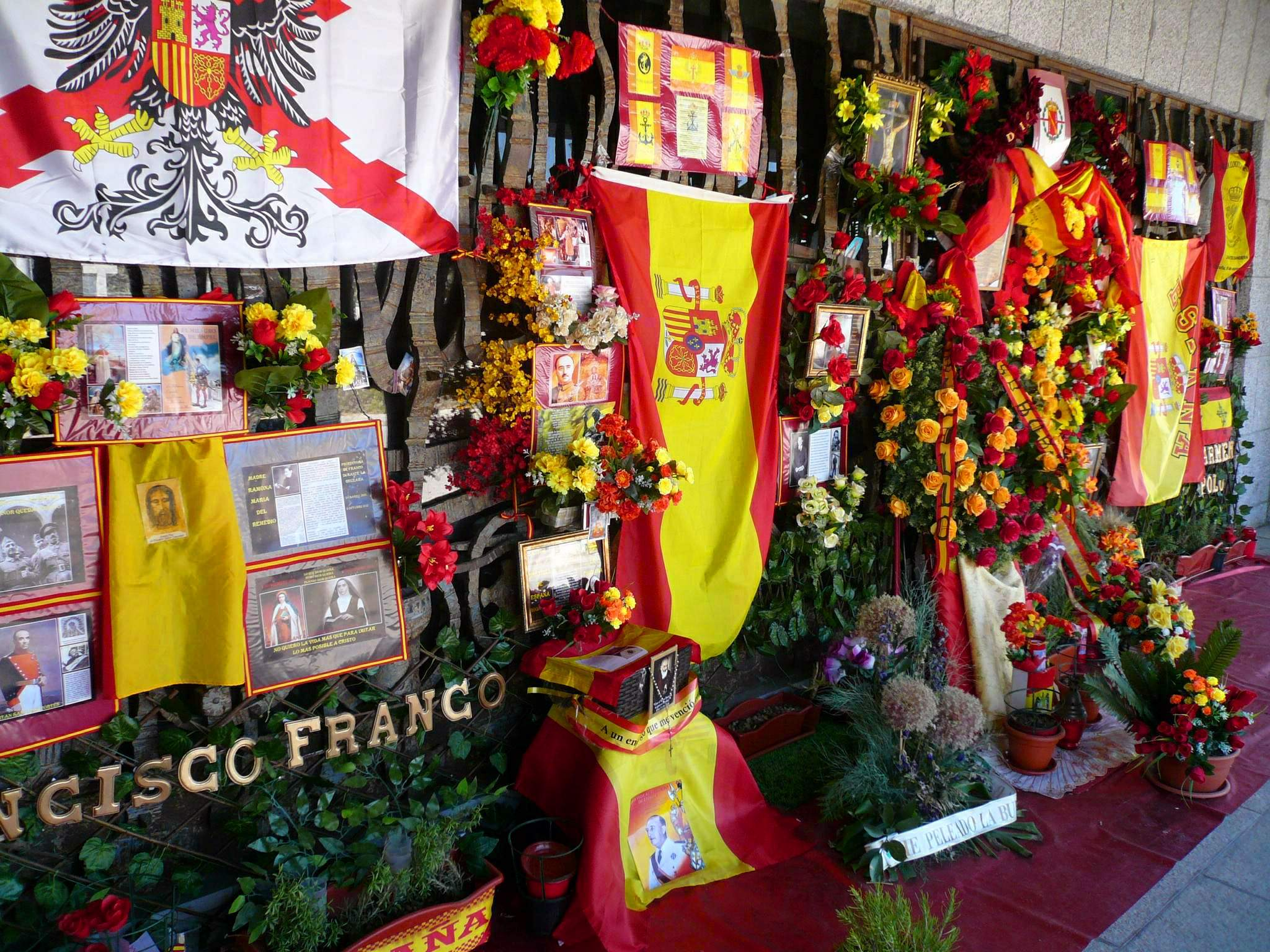
Reja exterior del panteón de Franco en el Cementerio de Mingorrubio (imagen tomada en julio de 2021).

El entonces secretario general Pedro Sánchez, del Partido Socialista Obrero Español (PSOE), había prometido que los restos de Franco serían retirados del Valle de los Caídos en cumplimiento del mandato del Congreso de los Diputados. Pedro Sánchez llegó al gobierno mediante una moción de censura contra el presidente Mariano Rajoy en 2018, por lo que fue designado presidente del Gobierno.
El Consejo de Ministros estableció un procedimiento para dar trámite jurídico a la exhumación, dar audiencia a la familia y otros interesados, y determinar el lugar de la inhumación. Nombró como instructora del expediente a Cristina Latorre Sancho, diplomática y Subsecretaria de Justicia, en ese momento. La instrucción fue larga y rigurosa, apoyada por un equipo de profesionales juristas de la Administración. El expediente alcanzó casi mil páginas. Tuvo numerosos recursos que se fueron resolviendo a lo largo del procedimiento y por los tribunales, que dieron la razón a la instructora.
El 15 de febrero, la ministra de Justicia Dolores Delgado elevó al Consejo de Ministros la propuesta de la instructora, informando la decisión del Gobierno de retirar los restos de Franco del Valle de los Caídos, como parte de la Ley de Memoria Histórica, confirmándose en la propuesta que la inhumación de Franco no podría hacerse en la catedral de la Almudena de Madrid por razones de seguridad y por la propia Ley de Memoria Histórica para impedir la transformación de la Catedral de un lugar de culto religioso a un lugar de exaltación de Franco y su régimen,  dando a la familia de nuevo, la posibilidad de elegir un lugar de inhumación; pero en caso de que la familia no se pusiese de acuerdo o no se pronunciase sobre la exhumación del cuerpo, sería el mismo Gobierno quien decidiese dónde debían reubicarse los restos de Franco. El cementerio de Mingorrubio, en el barrio madrileño de El Pardo, se planteó como un potencial destino para los restos.
En septiembre de 2019 el presidente de la Sección Cuarta de la Sala de lo Contencioso Administrativo del Tribunal Supremo, Jorge Rodríguez-Zapata, junto con los magistrados Segundo Menéndez, Pablo Lucas (ponente), Celsa Pico, Pilar Teso y José Luis Requero resolvieron los recursos interpuestos determinando todo el procedimiento como adecuado, incluida la utilización del instrumento del real decreto ley para la exhumación. Pese a la posición del Vaticano de no interferir, el prior de la abadía, Santiago Cantera, mostró en un primer momento sus intenciones de desacatar la sentencia del Tribunal Supremo y afirmó que no autorizaría el acceso a la basílica, amparándose en el tratado internacional entre España y el Vaticano firmado en 1979, que prohíbe a las autoridades civiles entrar en lugares de culto religiosos católicos sin permiso del Vaticano.
El Gobierno intentó infructuosamente negociar con la familia Franco la exhumación del dictador.
Se determinó que los restos de Franco fueran trasladados desde el Valle de los Caídos hasta la cripta del cementerio de Mingorrubio, en El Pardo (Madrid), después de que el Gobierno español rechazara la ubicación de la catedral de la Almudena de Madrid, propuesta por segunda vez por la familia de Franco. Como representante del Gobierno, la portavoz del Consejo de Ministros defendió la exhumación como parte necesaria de la «reconciliación entre españoles».
El Tribunal Europeo de Derechos Humanos de Estrasburgo desestimó las medidas cautelares para parar la exhumación y tanto el Tribunal Constitucional como el Tribunal Supremo desestimaron los recursos presentados por los representantes de los Franco para evitar la exhumación. Así, el juez Yusty archivó también el procedimiento abierto acerca de las presuntas deficiencias en la licencia de obras.
A la exhumación acudieron Félix Bolaños, como secretario general de la Presidencia del Gobierno y coordinador del dispositivo de exhumación, la ministra de Justicia Dolores Delgado, en calidad de notaria mayor del Reino, el subsecretario de la Presidencia y Miguel Ángel Oliver, como secretario de Estado de Comunicación. En esta, participaron 20 descendientes del dictador, además del abogado de la familia Martínez-Bordiú Franco, Luis Felipe Utrera Molina; varios de los cuales se encargaron de sacar a hombro el féretro de Franco de la abadía. Anteriormente, el prior Santiago Cantera había oficiado un responso. El ataúd fue trasladado en un helicóptero del ejército del Aire al cementerio de Mingorrubio-El Pardo para ser inhumado en la cripta, propiedad del Patrimonio del Estado, donde yacen los restos de la esposa de Franco, Carmen Polo.
En todo el desarrollo del proceso, en las inmediaciones del cementerio se congregó alrededor de un centenar de ultraderechistas y franquistas, que portaban diversas pancartas con consignas de apoyo al dictador y banderas franquistas de España al grito de "Viva Franco", "Arriba España" y el cántico falangista del "Cara al sol", acompañados del saludo fascista. Momentos previos a la llegada del los restos del dictador Franco, se sumó Antonio Tejero (guardia civil expulsado del cuerpo tras su implicación directa en el golpe de Estado de 1981), que fue recibido con vítores de "Gloria y honor" y otros similares. Ramón Tejero, un presbítero andaluz e hijo del anterior, ofició una misa durante la ceremonia privada de la reinhumación de los restos en la cripta.

## Oposición a la exhumación

Estandarte de la Casa de Franco vigente hasta 1975, durante su traslado cubrió el féretro de Francisco Franco.

La familia de Franco, la Fundación Francisco Franco, la comunidad benedictina y la asociación en defensa del Valle de los Caídos recurrieron sin éxito al Tribunal Supremo de España para paralizar la orden gubernamental. La familia recurrido ante el Tribunal Europeo de Derechos Humanos. La Abadía benedictina que custodia el Valle de los Caídos también recurrió como quedó dicho esta decisión contra el gobierno, la cual está pendiente de contestación por el alto tribunal. Los familiares mantuvieron su firme posición de que en caso de un traslado, el lugar a donde se debía inhumar al dictador es en la cripta de la catedral de la Almudena de Madrid y por último pidieron que no se utilicen los restos de Francisco Franco para fines políticos:

La familia se mantiene en que no quiere que se toquen los restos de su abuelo, que no quiere que se utilicen políticamente.

Por otro lado, seguidores franquistas amenazaron a los operarios encargados del levantamiento de la losa y de la restauración del suelo, que se vieron obligados a denunciar ante la Guardia Civil, y también amenazaron a una funeraria que supuestamente se encargaría de la exhumación.
El Gobierno, a través de la Delegación del Gobierno en Madrid, prohibió manifestaciones de la Fundación Francisco Franco y la Asociación Reivindicativa de la Memoria Histórica Raíces el día 24, en Mingorrubio, cuya prohibición fue levantada por el Tribunal Superior de Justicia de Madrid ese mismo día 24. Por otro lado, el prior de la Abadía del Valle de los Caídos, denunció el 21 de octubre al Gobierno por impedir el acceso libre a los oficios religiosos y a la Guardia Civil por "acceso inconsentido" a un lugar de culto.
Entre los grupos políticos más destacados, Unidas Podemos apoyaron la decisión del gobierno mientras que Partido Popular y Ciudadanos se postularon en contra, pero se abstuvieron en la votación parlamentaria y VOX se opuso plenamente.